# Biscathorpe
Biscathorpe – osada w Anglii, w hrabstwie Lincolnshire. Leży 9 km na północ od Lincoln i 203 km na północ od Londynu.